# 메리 스타인
메리 스타인(Mary Margaret Stein, 2000년 1월 1일 ~ )은 미국의 배우, 연극 배우, 텔레비전 배우, 영화배우이다.
마켓 (미시간주)에서 태어났다.

## 방송
- 제너럴 호스피털

## 영화
- 리틀 보이 (2015년) - 마사 역
- 체인질링 (2008년)
- 맨 인 블랙 2 (2002년)
- 멍키본 (2001년)
- 그린치 (2000년)
- 꼬마 돼지 베이브 2 (1998년) - 호텔 주인 역